# Moșcine, Mena
Moșcine (în ucraineană Мощне) este un sat în comuna Mîkolaiivka din raionul Mena, regiunea Cernihiv, Ucraina.

## Demografie
Componența lingvistică a localității Moșcine
     Ucraineană (100%)
Conform recensământului din 2001, toată populația localității Moșcine era vorbitoare de ucraineană (100%).